# Condado de Lerín
El condado de Lerín y condestable de Navarra es un título nobiliario español, de origen navarro, concedido por el rey Carlos III de Navarra en 1425, a Juana de Navarra, su hija natural y a su esposo Luis de Beaumont, con motivo de su boda, Luis era nieto de Luis de Evreux, duque de Durazzo y bisnieto de los reyes Juana II de Navarra y su Felipe III. Hacia 1430 Luis de Beaumont le añadió el título más pomposo de condestable de Navarra.
Los condes de Lerín encabezaron la facción de los beaumonteses durante la guerra civil de Navarra, en defensa de los intereses de Carlos de Viana, en contra del rey Juan II de Aragón.
Se trata uno de los títulos nobiliarios más importantes de España, y se le concedió la grandeza de primera clase de 1520, por el emperador Carlos V.

## Condado de Lerín

### Historia
El condado de Lerín es un título nobiliario español con Grandeza de España originaria, que fue creado en 1424 por el rey Carlos III de Navarra para su hija natural Juana de Navarra cuando contrajo matrimonio con Luis de Beaumont.
El conde de Lerín ostentaba el título de condestable de Navarra. Hacia 1430 se comenzó a llamar así al antiguo alférez del Reino de Navarra. Sus funciones eran difíciles de precisar, pero la principal era la de presidir el brazo militar o de caballeros en las Cortes de Navarra.
El rey Carlos II de Navarra nombró, en 1379, alférez del reino a su sobrino Carlos de Beaumont. En 1433 le sucedió ya como condestable su hijo Luis de Beaumont, I conde de Lerín. En la guerras civiles de los tiempos del rey Juan II de Aragón encabezó a los partidarios del príncipe de Viana (beaumonteses). En 1464 le sucedió su hijo Luis, II conde de Lerín. En 1508 le sucedió su hijo Luis, III conde de Lerín, famoso por ayudar al rey Fernando el Católico en la conquista del Reino. Por ello en 1513 le fueron restituidas sus posesiones, además del título de condestable del Reino.
En 1520 Carlos V confirmó el privilegio del príncipe de Viana.
En 1530 otro Luis, el iv conde de Lerín, heredó el título y murió en 1565. El título pasó a su hija Brianda de Beaumont, v condesa de Lerín, quien contrajo matrimonio el 24 de marzo de 1564 con Diego Álvarez de Toledo y Enríquez de Guzmán, tercer hijo matrimonial de Fernando Álvarez de Toledo y Pimentel, iii duque de Alba de Tormes, nombrado en 1565 por el rey Felipe II de España condestable de Navarra. En 1585 murió sin sucesión el hermano de Diego, Fadrique Álvarez de Toledo y Enríquez de Guzmán, iv duque de Alba de Tormes, pasando el título ducal a su hermano Diego. A pesar de lo acordado anteriormente en las capitulaciones matrimoniales, los títulos se unificaron en el hijo de Brianda y Diego. En 1588 Antonio Álvarez de Toledo y Beaumont se convirtió en v duque de Alba de Tormes y vi conde de Lerín y condestable de Navarra.
Para el gobierno de sus vasallos y administración de sus propiedades, el condestable tenía una serie de oficiales, al frente de los cuales estaba el alcalde mayor del Condado. El conde de Lerín, hasta el año 1822, tuvo la potestad de designar al Alcalde Mayor para los pueblos de su jurisdicción. Era normal que en el ejercicio de su poder se produjeran abusos sobre los vasallos. Estos, en defensa de sus intereses, acudían a los tribunales navarros (la Corte y el Consejo Real).

### Títulos
En 1775 el conde de Lerín ostentaba los siguientes títulos: conde de Lerín, condestable y canciller mayor del Reino, señor de las villas de Larraga, Dicastillo, Allo, Arróniz, Mendavia, Sesma, Cárcar, Cirauqui, Arruazu, Sada, Eslava, Ochovi, Villamayor de Monjardín, Goldáraz, Castillo de Monjardín, valle de Santesteban y de diferentes castillos y pechas del reino.